# سرطان غربي
سرطان غربي (الاسم العلمي: Ocypode occidentalis) هو نوع من الحيوانات يتبع جنس السرطان السريع الأرجل من فصيلة السرطانات الشبحية.